# GOEMON (映画)
『GOEMON』（ゴエモン）は、2009年5月1日公開の日本映画。紀里谷和明監督作品の2作目となる。丸の内ピカデリー1他全国松竹系にて公開された。

## 概要
実写部分の撮影は2007年に行われ、その後、CG制作に1年を費やして、企画段階から数えて5年がかりで長編映画として完成した。日本国外での公開も計画されている。大泥棒・石川五右衛門が活躍する娯楽時代劇である。舞台設定などは歴史にとらわれずに独自の作品〈パラレルワールドとしての織豊時代〉となっている。監督自身の構想としては、前作『CASSHERN』製作時から既にあり、ようやく形として表現できた作品。
いわゆる“時代劇”にとらわれず、監督曰く「ゼロからのオリジナルストーリー」で、出演者の衣装やCGを駆使した映像など、随所で“紀里谷ワールド”と呼ばれる個性が出た作品になっている。前作『CASSHERN』と同様に「グリーンバックでの撮影が大変だった・難しかった」と振り返る出演者も多かった。また、前作と本作品は関連性はないものの、引き続きの出演者も多数いる（要潤、寺島進、佐田真由美、玉山鉄二、小日向文世、りょう、鶴田真由）。
CGを加味したアクションシーンや映像美が印象的な映画となっているが、殺陣・打撃格闘の他に、友情・恋愛・人間模様などが盛り込まれた物語を展開している。紀里谷監督の構想では全三部作とされているが、現段階では「未定の予定」となっている。

## キャッチコピー
- 愛するもののために。

## ストーリー
時は戦国時代、本能寺の変により織田信長が暗殺され、日本統一の理想を豊臣秀吉が引き継いだころの日本。一時の平和を謳歌していたが、上に立つ権力者は代わっても、民衆は依然変わらぬ飢えと渇きに苦しめられていた。そんなころ、"天下の大泥棒"として民衆の喝采を浴びていたのが大名や豪商の蔵を狙い、金銀財宝を奪っては貧しいものに分け与える義賊・石川五右衛門であった。
ある日、豪商・紀伊国屋文左衛門の屋敷の蔵へ忍び込み、金銀財宝と共にある藍色の小箱を戦利品に加えるが、空箱だったことからあっさり子供にくれてやってしまった。ところがその箱には、織田から豊臣へと支配者が移った真相を書いた密書が秘められていたのだった。文左衛門の屋敷に太閤・豊臣秀吉からの勅命を受けた豊臣家家臣・石田三成と部下たちは屋敷に乗り込むが既に箱は五右衛門に盗られた後だった。文左衛門の屋敷から逃げ延びた五右衛門は手下・猿飛佐助からその箱の影響で、文左衛門を含む親族・使用人ら屋敷の関係者全員が口封じを兼ねて皆殺しにされたことを明かした。天下統一を果たした豊臣勢が血眼になって探す箱に五右衛門は興味を示す。
五右衛門が捨てた箱を拾った子・小平太は病で床に伏す母の薬を買う金を得るためスリを生業にしていた。だが、昨晩小平太がスリを働いたが返り討ちにした悪徳役人・又八が小平太の家に押し入り、母親を惨殺してしまう。五右衛門と佐助が駆けつけて又八を撃退して一旦箱を手元に戻したが、三成からの追っ手が迫っていた。それはかつての五右衛門のライバル・霧隠才蔵だった。才蔵は秀吉と三成が追う箱を"パンドラの箱"と呼ばれる代物であることを告げた。
結果的に母親を失った小平太を引き取り3人で行動することになった五右衛門一行。そこで"パンドラの箱"は二重底になっているカラクリが仕組まれており、中には地図が入っていた。その地図を頼りに行くとそこは廃墟となった荒れ寺。そこに"連判状"なる、謎の書物が隠されていたのだがその書物を見た途端五右衛門の目付きが変わり、その場に突如現れた伝説の忍・服部半蔵に"連判状"を明け渡す。五右衛門が半蔵にその"連判状"に書いてあることは事実なのかと説いたが、半蔵は否定しなかった。
その晩、大阪城の自室で秀吉は五右衛門の手で暗殺された。全てはあの"連判状"に書かれていたことだったのだ。"連判状"に描かれていたマークが"明智家"と"羽柴家"の家紋であり、15年前の本能寺の変に関わっていたのが明智光秀と羽柴秀吉であることが記されていた。即ち、太閤秀吉こそが信長暗殺を企てた張本人だったのだ。
次の日、五右衛門が目覚めるとアジトとしている廃墟だった。五右衛門が昨晩暗殺したのが秀吉の影武者で自身も秀吉のボディーガードに撃退されて命からがら逃げ出したことを思い出した。そして五右衛門を助け出した才蔵の口から、佐助と小平太は、大泥棒・石川五右衛門はかつて"織田信長直属の忍"であったことを知る。
かつて五右衛門は名のある武家の出であったが、家が没落して父親が目の前で切腹・母親が斬殺、祖母と共に逃亡するも山賊に無残に殺される過去があった。そんな五右衛門を救ったのが、織田信長だった。
"坊主、強くなれ。そうすれば何も奪われはしない。一緒に来るか？俺が強くしてやる"。
それから五右衛門は信長に引き取られ、ライバル・才蔵と共に服部半蔵の元で忍としての訓練を受けさせられ、超一流の身体能力と戦闘能力を誇る忍へと成長していく。そんな五右衛門の元に信長の姪・浅井茶々の護衛の任を与えられる。茶々は父親も母親も死に、叔父である信長に引き取られ安土城で暮らしていたのだが友達もおらず接するのは家臣か女中のみで寂しい思いをしているのではないかと案じた五右衛門が茶々を誘い出す。茶々は五右衛門と友達になれたのかなと尋ねるが五右衛門はその問いには答えなかった。その後茶々は成長して安土城を後にした。礼として五右衛門は信長から双剣を託される。
だが、運命は訪れた。本能寺の変である。信長は明智光秀が挙兵した軍に暗殺された。光秀は、万が一に備えて"連判状"に信長暗殺に自身と秀吉が加担している文章を書きそれを後世に残すために隠れた場所に保管するように指示した。結果的に光秀は秀吉の手で暗殺され、天下統一の後継者は秀吉となった。信長の死後、尽くすべき主を失った五右衛門は自由になるために織田家から出奔する意思を固め、侍になるべく石田三成直属の忍となるため残る意思を固めた才蔵は決別の証として信長の双剣を折り砕き、"布武"と刻まれた剣を才蔵が、"天下"と刻まれた剣を五右衛門が手にして2人はそれぞれの道は進んでいったのだ。
それから茶々も絶世の美女へと成長して秀吉の居城・大阪城で暮らしていた。秀吉が茶々を引き取った目的が、茶々を自身の側室とすることであることを知るが、そこで茶々も秀吉が信長暗殺の張本人であることを知り、ある決意を固め秀吉の側室となることを決める。
才蔵と別れた後に忍を辞めた後の装備などを再び自分の元に戻した五右衛門はアジトに戻ると佐助と小平太の様子がおかしい。状況を聞いたところ小平太が佐助の小太刀を盗み、母親の仇である又八を街中の白昼堂々の中で殺したのだという。小平太は強くなって母の仇を殺したんだと息巻いていたが五右衛門が叱咤する。
"お前のお母さんは仇をとってくれなんて言ったのか!?復讐なんて誰も望んじゃいねえんだよ!!"。
それから日がたち、秀吉と茶々の婚礼の儀式。五右衛門が1人信長の仇を取るため襲撃をかけるが、それと同時に三成からの命令を受けた才蔵が手下と共に秀吉暗殺のため行動を開始。三成は自身が秀吉の後継者として天下を統べる存在として秀吉暗殺を企てていたのだ。だが三成から口封じのため才蔵は殺されかけるが秀吉の暗殺に失敗し才蔵は捕まり拷問を受けることとなってしまう。佐助は五右衛門に才蔵を助けたら後々で面倒なことになるからやめろと忠告するが五右衛門は忠告を無視し才蔵を助け出しアジトに運び入れる。だが佐助の杞憂は現実となってしまい、三成は才蔵の愛する妻を殺し幼い息子を人質に取ったのだ。大阪城前に貼り付けにされ釜風呂の刑に処されることとなった。そこで才蔵は自らを石川五右衛門と名乗り、自身の名を轟かせるために秀吉暗殺を企てたが失敗したことを語り、押し寄せた民たちに今苦しんでいるのはお前たちだろうと説いて秀吉の手で処刑される。
五右衛門も復讐のため大阪城を急襲し、秀吉の元へたどり着く。茶々も信長の敵討ちのため秀吉を殺そうとするが失敗し、俺を殺したら世が戦乱に戻るぞと説く。五右衛門は秀吉と対峙しなぜ信長の一番の家臣だったあんたが信長暗殺を企てなのかを尋ねると秀吉は淡々と答えた。
"俺は百姓の生まれだ。子供の頃から腹が減って仕方がなかった。信長様の無理難題に答えて出世していき天下人の一番の家臣にまで成り上がった。それでも飢えが癒えることはなかった。そこで天下を取ってみたくなった"。
秀吉も五右衛門に自由とはなんだと尋ねた。秀吉も自身が主を裏切ったことのケジメをつけるべく死ぬ覚悟を決めていた。運命からは逃げられないぞと五右衛門に最期警告し、五右衛門に討ち取られた。茶々を救出後にアジトに向かった。
秀吉亡き後徳川家康ら徳川軍と石田光成率いる石田軍が天下人の後継を巡り挙兵し、関ヶ原で激突する。
茶々から五右衛門が戦うのは友の敵討ちのためか、それとも恩人への忠義のためかと尋ねると五右衛門は誰もそんなことを望んでるわけじゃないと答えた。戦場に向かう途中、小平太と再会し"パンドラの箱"を託し、今よりも強くなれと小平太に説いた。
信長の遺品である、朱色の西洋甲冑と才蔵の遺品である双剣の片方を装備し五右衛門は関ヶ原に乱入し石田三成を討ち取る。そして徳川陣営で半蔵と対峙した五右衛門は自らの胸の内を暴きながら戦いに挑む。
"お前らが権力にすがるから終わらねえんだろうが!!皆が幸せにならねえんだよ!!"
半蔵を負かした後、家康に近寄った五右衛門は、必ず戦乱のない世の中を、皆が幸せになれる世の中を、平和な世の中を作ると誓えと言い寄る。だが五右衛門は徳川軍の兵士として従軍していた佐助の手で致命傷を負う。関ヶ原の戦いが終結し、五右衛門もその場から去るが傷は深かった。
"絶景、絶景"。
五右衛門もそう言い残し、安らかな顔で眠りについた。

## 登場人物
石川五右衛門
大名・豪族・商人から金銀財宝を奪い、民衆に分け与える大泥棒でありながら民衆のヒーロー。優れた身体能力で屋敷を荒し回り自由気ままに暮らしていたが、ある日忍び込んだ蔵から持ち出した「箱」により過去の重大な出来事に関わる一連の真相を知ってしまう。
少年時代
かつては名のある武家の後継とされていたがお家潰しにあったことで目の前で父親が切腹・母親が斬殺・祖母と逃げている山中で信長に拾われ、「五右衛門」と名付けられた。
青年時代
共に修行をした才蔵とは親友・ライバルのような関係で、信長への奉公を終えたときに「自由になりたい」と、その後は織田家を出奔し自由に生きる道を選んだ。
霧隠才蔵
石田三成に仕える忍びで五右衛門とは互角の実力を持つ。侍に成るべく石田三成の元で忍びをしている。五右衛門との再会時には敵対関係だったが、最期は五右衛門に全てを託す。
青年時代
五右衛門と同じく服部半蔵の下で忍としての修行を受ける。信長への奉公を終え「侍になりたい」と夢を目指した。
浅井茶々
信長の姪で両親は戦にて既に死亡しており、育ての親である信長や秀吉を慕っていた。五右衛門と同じように真相を知ってしまい、戦乱の世に戻ってしまうことを察知し自ら止めに出る。
少女時代
友達のいなかった茶々は密かに五右衛門に想いを寄せていた。
猿飛佐助
一度は五右衛門の首を狙うも敵わず、その後は五右衛門に財宝の在処などを提供したり、くっついて回るお調子者。五右衛門に劣るが、身体能力や忍としての戦闘能力はピカイチ。やがて五右衛門のことが理解できなくなり五右衛門の元を離れ、徳川軍の兵隊として戦に出向く。
織田信長
戦国の天下人。幼い五右衛門と才蔵に武術を教え、五右衛門には茶々の護衛を任せた。鎧は西洋の赤い甲冑を着用。演者のキャスティングの通り、踊りを舞うシーンがある。
豊臣秀吉
信長亡き後後継者として君臨する天下人。裏で光秀に信長を暗殺させた張本人。元百姓でそこから織田軍の一兵卒から織田家家臣団さらに信長のNO.2へと出世していき、信長の後継者として天下人となるが、本性は百姓の欲深さが残る。
千利休
秀吉に仕える茶人。秀吉の陰謀に気付き抹殺される。
徳川家康
かつて織田家と同盟を組んでいた大名で、信長亡き後は秀吉の家臣団となっている。秀吉亡き後、天下を獲ることになる。
服部半蔵
元々は信長に仕えた忍で、その後は家康に仕えている。五右衛門と才蔵に武術を仕込んだのは信長に仕えていたころの彼である。
明智光秀
秀吉にそそのかされ、本能寺にて信長を焼き討ちにしたが、直後に秀吉に襲われ殺される。
石田三成
天下を狙っている一人で、才蔵を使い天下人になるための手掛かりを探していた。秀吉亡き後、すぐに兵を集め徳川家と対立する。
おりん
三成の妻で、裏で糸を引きながら三成を操っているような雰囲気。
又八
街の役人だが、実際はその特権を利用し民衆に脅威を与えている悪人。
我王
秀吉の側近、怪力の男。
小平太
町でスリをしている途中で又八から金を盗もうとしたところで捕まってしまい、殺されそうになる少年。その後目の前で母親を殺され、その場から助け出してくれた五右衛門に付いていくようになる。
吉野太夫、夕霧太夫
現代で言う「ホステス」や「キャバ嬢」のような存在で、遊廓にて五右衛門を獲り合う。
紀伊国屋文左衛門
本人はそのことを知らなかったが、南蛮製の箱〈パンドラの匣〉を持っていた豪商で、三成の一派に抹殺される。

## キャスト
- 石川五右衛門：江口洋介
- 霧隠才蔵：大沢たかお
- 浅井茶々：広末涼子
- 猿飛佐助：ゴリ（ガレッジセール）
- 石田三成：要潤
- 又八：玉山鉄二
- 我王：チェ・ホンマン
- 吉野太夫：佐藤江梨子
- 夕霧太夫：戸田恵梨香
- 小平太の母：鶴田真由
- 五右衛門の母：りょう
- お吉：藤澤恵麻
- 三成の妻・おりん：佐田真由美
- 小平太：深澤嵐
- 少女時代の茶々：福田麻由子
- 少年時代の五右衛門：広田亮平
- 青年時代の五右衛門：田辺季正
- 青年時代の才蔵：佐藤健
- 蕎麦屋の店主：蛭子能収
- 紀伊国屋文左衛門：六平直政
- 遊郭の番頭・弥七：小日向文世
- 織田信長：中村橋之助
- 服部半蔵：寺島進
- 千利休：平幹二朗
- 徳川家康：伊武雅刀
- 豊臣秀吉：奥田瑛二
- ナレーション：朝コータロー
- 大道芸人：MU-RA、進藤一宏
- 紀伊国屋の番頭：川嶋秀明
- 三成の家来：吉家章人、木幡竜、永友イサム、酒井宏之、千葉翼、醍醐拓也、高倉泰介
- 又八の子分：漆崎敬介、大塚太心、石田雄生
- 紀伊国屋の衛兵：芸利古雄
- 群衆：ウド鈴木（キャイ〜ン）、やす（ずん）、高橋孝輔、西村理沙、武久エイミ、青山玲子、ミヤ、スコット、トゥイッチ、アリレザ
- 老婆：小野敦子
- 掛け声：竹森勝正
- ダンサー：片桐由佳、LINA、NAZUKI、Mayu、tama、秋間絵里香、MISA、KAYO、高橋恵子、NANAKOfromOHGIRL!、ELYTTA、山端紀子、ERINA、土居紋子、RINA、天野靖子、岩沢有沙、内藤藍、鈴木幸恵、岡田麻衣子、ERISA、YUKINA、加藤夏希、杉山公美子、海老沼彩、AYAKO、sumire、MAO IWASE、yukko、SaKuRa
- 遊女：太田美恵、高原コマキ、森木美和、大塚真百理、小川愛美、織川なつえ、中園友乃
- 五右衛門の父：長澤佳也
- 五右衛門の乳母：花原照子
- 宣教師：アンソニーW
- 小姓：宇都宮城太朗、桑原悠太
- 大阪城の使い：津村和幸
- 蒼龍：豊田孝治
- 朱雀：國本鍾建
- 玄武：矢松亜由美
- カップル：小山修平、矢島美鶴
- 秀吉の家来：島根さだよし、藤本道
- 明智光秀：紀里谷和明[3]
- 山賊：増本庄一郎、なべやかん、植木紀世彦、竹下浩史
- 少年時代の才蔵：林凌雅
- 信長の武将：矢嶋俊作、山崎進哉
- 茶々の女中：高樹マリア、澁谷晶己
- 秀吉の武将：三上剛史、岡部務、月登、戲武尊、木村木、五宝孝一、ガンビーノ小林、国枝量平、鳴海剛、吉川秀樹、安田成伸
- 才蔵の子・七郎太：荻野恵里、荻野友里
- 拷問人：竹之内啓喜、三島ゆたか、阿部亮平
- 大阪城の衛兵：加賀谷圭

## スタッフ
- 監督・原案・撮影監督：紀里谷和明
- プロデューサー：一瀬隆重、紀里谷和明
- 脚本：紀里谷和明、瀧田哲郎
- 撮影：田邉顕司
- 照明：牛場賢二
- 美術監督・ビジュアルコンセプト：林田裕至
- 美術プロデューサー：赤塚佳仁
- セットデザイナー：平井淳郎
- 装飾：西尾共未
- 衣装デザイン：ヴォーン・アレキサンダー、ティナ・カリバス
- 録音：矢野正人
- 助監督：近藤一彦
- キャスティング：山口正志
- VFX スーパーバイザー：野崎宏二
- VFX プロデューサー：藤田卓也
- 編集：紀里谷和明、横山智佐子
- 音楽：松本晃彦（additional score：瀬川英史、Jonathan Sacks、Kae.M.Black、Randy Miller、茂野雅道）
- 選曲：石井和之
- 殺陣：森聖二
- ワイヤーアクションコーディネート：川名求己、田渕景也、出口正義
- モーションキャプチャー：豊田孝治、将宗史朗、関田安明、今井喜美子
- アクションプロモート：多加野詩子
- 敦盛指導：観世銕之丞 (9世)
- コレオグラファー：竹内亜矢子
- 特殊造形：百武朋
- 特殊メイク：松井祐一
- ヘアメイク：稲垣亮弐
- キャスティング：山口正志
- 音響効果：伊藤瑞樹
- 製作：野田助嗣、上木則安、市原高明、木下直哉、久松猛朗、紀里谷和明、原知行、亀山慶二、島本雄二、水上晴司、平塚剛、フランク・デュボア、新崎英美
- アソシエイト・プロデューサー：長澤佳也、上田有史
- エグゼクティブ・プロデューサー：秋元一孝、関根真吾
- 制作プロダクション：KIRIYA PICTURES
- 配給：松竹、ワーナー・ブラザース映画
- 製作：2009「GOEMON」パートナーズ（松竹、ワーナー・ブラザース映画、大一商会、木下工務店、衛星劇場、KIRIYA PICTURES、CELL、テレビ朝日、電通、吉本興業、ドリームキッド、ホットトイズ、エイベックス・エンタテインメント）

## 主題歌
- 「Rosa」VIOLET UK[注 1] 作詞・作曲：YOSHIKI
2009年4月29日よりiTunes Storeにて配信開始[注 3]。ヴォーカルはKatie Fitzgeraldが担当している。
映画の公開に合わせて「Rosa」のスペシャルCD5万枚が全国の劇場で先着でプレゼントされた[4]。

## ソフト化
発売元はワーナー・ホーム・ビデオ。
- GOEMON 通常版（1枚組、2009年10月9日発売、DVD、BDでのリリース）
  - 映像特典
    - 紀里谷和明監督ビジュアルコメンタリー（BD版ではピクチャー・イン・ピクチャーで収録）
    - 江口洋介ビジュアルインタビュー
    - 特報・劇場予告編集
    - TVスポット集
    - ギャラリー（イントロダクション、ヒストリー、ストーリー、プロダクションノート、クレジット、人物相関図、キャスト、スタッフ）
- 【初回限定生産】GOEMON DVD Ultimate BOX（3枚組、2009年10月9日発売）
  - ディスク1：本編DVD（通常版と同様）
  - ディスク2：特典DVD1
    - インタビュー映像（江口洋介、広末涼子、紀里谷和明）
    - イベント（完成報告記者会見、沖縄国際映画祭、天下統一試写会&レッドカーペット、初日舞台挨拶、五大都市舞台挨拶）
    - GOEMON徹底解剖スペシャル!
    - メイキング・オブ・GOEMON

  - ディスク3：特典DVD2
    - デジタル・メイキング・オブ・GOEMON
    - ギャラリー（ポスター、チラシ、バナー、Character Photo、スチール、小道具、コンセプトアート）

  - 封入特典
    - 絵コンテ台本（80P）
    - ブックレット（32P）

  - 特製アウターケース付きデジパック仕様
- 【初回限定生産】GOEMON Blu-ray Ultimate BOX（2枚組、2009年10月9日発売）
  - ディスク1：本編BD（通常版と同様）
  - ディスク2：特典BD（DVD版Ultimate BOXの特典DVD1、2の映像を全て収録、コンセプトアートはオートプレイ、ループ機能付き）
  - 封入特典（DVD版Ultimate BOXと同様）
  - 特製アウターケース付きデジパック仕様
- 【初回限定生産】GOEMON　YOSHIKIインタビュー収録版（本編DVD+CDの2枚組、2010年2月10日発売）
  - 映像特典（通常版と同様の特典に加え、以下の特典を新規に収録）
    - 主題歌発表記者会見
    - YOSHIKIインタビュー

  - 封入特典
    - CD：GOEMON主題歌 Violet UK「ROSA」（紀里谷和明×YOSHIKIの対談入り）

DVD通常盤がオリコンDVD映画ランキングで初登場2位を記録（2009年10月26日付）。

## 関連商品
CD『GOEMON』オリジナル･サウンドトラック
2009年4月22日発売（発売元：R and C・YRCN-95127）
音楽：松本晃彦
フィギュア（発売元：株式会社ホットトイズジャパン）
ムービー・マスターピース『GOEMON The Movie』（五右衛門：2009年7月、茶々・才蔵：2009年10月発売）
高さ約31センチの1/6スケールフィギュアで、リアルに再現されていて、32箇所以上が可動するように作られている。
五右衛門、茶々、才蔵のの3種類を発売。
コスベイビー『GOEMON The Movie』（2009年5月発売）
高さ約7センチにデフォルメされたフィギュアで、「自由になってみたい」「友情」「強くなれ」の3種類を発売。
小説『GOEMON』
2009年4月発売（発売元：幻冬舎・ISBN 9784344413016）
作：竹内清人
漫画『GOEMON』
2009年4月28日発売（発売元：講談社・ISBN 9784063757248）
作：森遊作
アプリ『GOEMON』
2009年5月1日配信（販売者：Attic Arcade）
iPhone、iPod touchで遊べるアプリケーション（クイズ形式のゲーム）で、iTunes Storeにて無料配信。（※iTunesが必須）
『GOEMON』限定スペシャルDVD付前売り券
ローソンLoppiにて予約販売。